# 62e bataillon de tirailleurs sénégalais
Le 62e Bataillon de Tirailleurs Sénégalais (ou 62e BTS) est un bataillon français des troupes coloniales.

## Création et différentes dénominations
- --/--/----: Création du 62e Bataillon de Tirailleurs Sénégalais

## Chefs de corps
- 04/12/1916 - 29/03/1918 : Chef de Bataillon Paul Marie Albert STEFF

## Historique des garnisons, combats et batailles du62eBTS
- 31/05/1917: Le bataillon reçoit la 4e compagnie du 89e BTS qui vient d'être dissous

- 03/12/1918: Le bataillon reçoit des renforts du 83e BTS

- 08 - 09/02/1919: Le bataillon reçoit 203 tirailleurs du 82e BTS (en vue de la constitution des 10e et 11e Régiments de Tirailleurs Sénégalais)
- 19/02/1919: Le bataillon reçoit 13 tirailleurs du 82e BTS

### Sources et bibliographie
Mémoire des Hommes